# Hirvasjärvi (sjö i Nyslott, Södra Savolax)
Hirvasjärvi är en sjö i kommunen Nyslott i landskapet Södra Savolax i Finland. Sjön ligger 88,3 meter över havet. Arean är 87 hektar och strandlinjen är 9,93 kilometer lång. Sjön  ingår i Vuoksens huvudavrinningsområde.   Den ligger omkring 92 kilometer öster om S:t Michel och omkring 290 kilometer nordöst om Helsingfors. 
Hirvasjärvi ligger väster om Suurijärvi. 